# Заслужений працівник сфери послуг України
Заслужений працівник сфери послуг України — державна нагорода України — почесне звання України, яке надається Президентом України відповідно до Закону України «Про державні нагороди України». Згідно з Положенням про почесні звання України від 29 червня 2001 року, це звання присвоюється:
|  | працівникам підприємств, організацій та установ побутового обслуговування населення, науково-дослідних і проектних інститутів, конструкторських бюро і лабораторій, органів управління торгівлі, заготівель, громадського харчування, зв'язку, побутового обслуговування населення за бездоганну працю у сфері послуг, досягнення значних показників у виробництві та високу культуру обслуговування населення |